# Günther Beikert
Günther Jakob Beikert (* 16. Juli 1968 in Viernheim) ist ein deutscher Schachspieler und promovierter Physiker.

## Erfolge
Am 10./11. Februar 1990 gewann er ein 24-Stunden-Marathonblitzturnier in Dresden. Dabei handelte es sich um das „größte Blitzturnier der Welt“. 304 Teilnehmer spielten 15.711 Partien; jeder der Spieler hatte entweder 102 oder 106 Partien zu spielen. 1994 wurde er Zweiter bei der Weltmeisterschaft des Hochschulverbandes FISU in Sofia.

## Mannschaftsschach
Mit der Mannschaft des SC Viernheim spielte er überwiegend in der 2. Bundesliga Süd, 1998/99 für eine Saison in der 1. Schachbundesliga. Von 2000 bis 2002 spielte er beim SC Baden-Oos in der Oberliga Baden und 2. Bundesliga Süd, bevor er wieder zum SC Viernheim zurückkehrte. Ab der Saison 2007/08 spielte er erneut in der Schachbundesliga, diesmal für den Hamburger SK. Seit der Saison 2009/10 ist er wieder für den SC Viernheim aktiv, unter anderem in der Saison 2013/14 und erneut seit 2018 in der 1. Bundesliga. Mit Viernheim nahm Beikert auch am European Club Cup 2019 teil. Im französischen Ligabetrieb spielte er von 1989 bis 1994 für Rouen, von 1994 bis 2006 für den Club de Orcher la Tour Gonfreville und ab 2009 für Gif sur Yvette. In der österreichischen Staatsliga B spielte er von 1997 bis 2000 für den SV Grieskirchen. Bei Länderkämpfen spielt Beikert für den Badischen Schachverband.

## Schachverband
Er war von 2000 bis 2007 Vertreter der Landesverbände bei der Kommission Leistungssport des Deutschen Schachbundes. Günther Beikert ist der Sohn des langjährigen Präsidenten (1994–2004) des Badischen Schachverbandes Eberhard Beikert.
1992 gewann er in Ladenburg die Badische Meisterschaft. Der Internationale Meister (seit 1993) promovierte 1999 an der Universität Heidelberg zum Thema Neutronentransportrechnungen als Hilfsmittel für Messungen der Neutronenausbeute von Fusionsexperimenten.

## Politik
Beikert kandidierte für die KlimalisteBW zur Landtagswahl 2021 im Wahlkreis Baden-Baden und zur Bundestagswahl im gleichen Jahr im Wahlkreis Rastatt.